# Harlem Désir

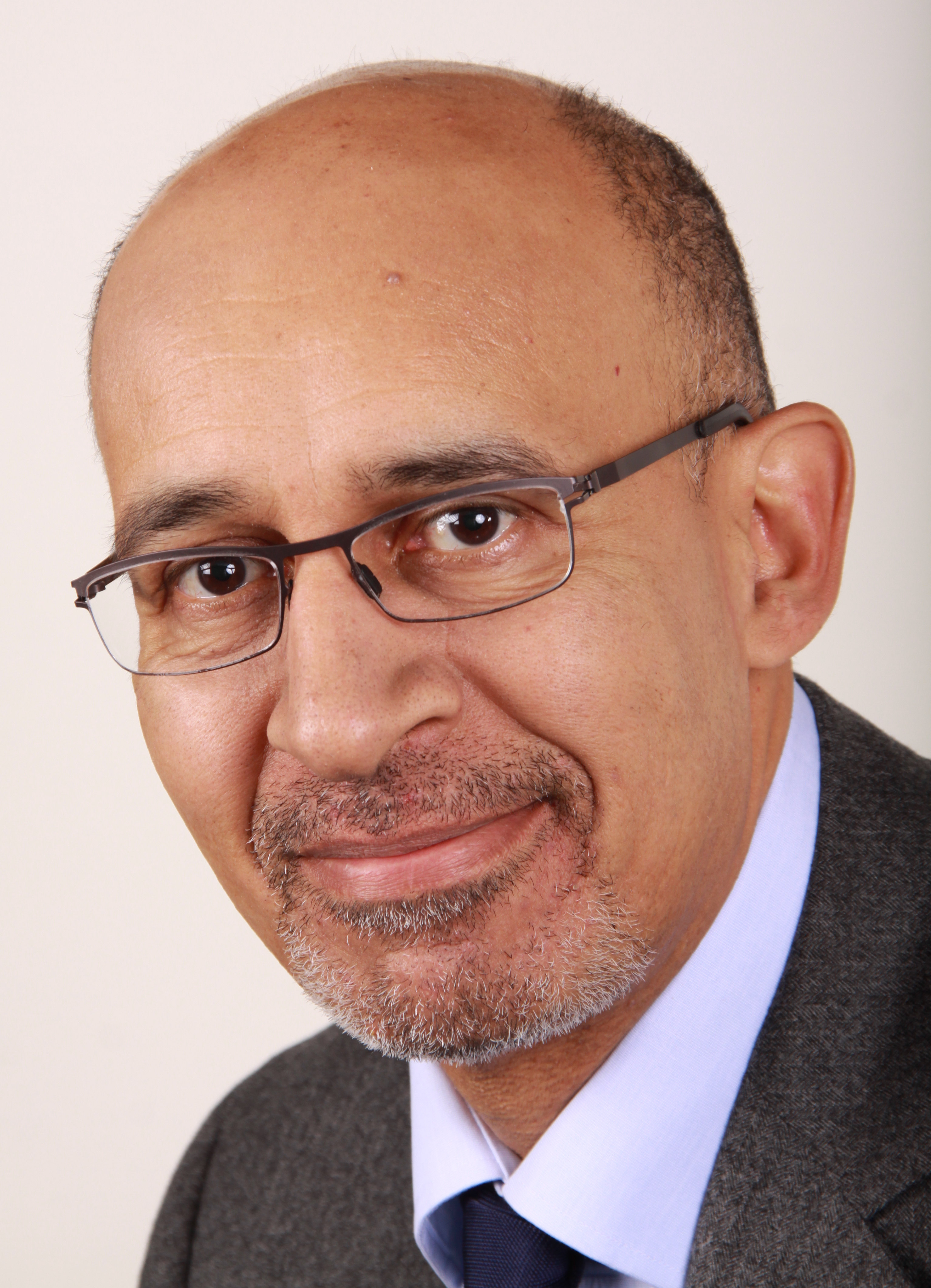
Harlem Désir, 2014

Harlem Désir (n. 25 noiembrie 1959 în Paris) este un om politic francez, membru al Parlamentului European în perioada 1999-2004 din partea Franței. 
1. ↑  Harlem Désir, Roglo
2. ↑  Harlem Desir, GeneaStar
3. ↑  Deputații în Parlamentul European
4. ↑  Autoritatea BnF, accesat în 10 octombrie 2015
5. 1 2  Deputații în Parlamentul European